# Spytkowice (Nowy Targ)
Pour les articles homonymes, voir Spytkowice.
Spytkowice est une localité et une gmina rurale du powiat de Nowy Targ, Petite-Pologne, dans le sud de la Pologne. Elle se situe environ 19 km au nord-ouest de Nowy Targ et 55 km au sud de la capitale régionale Cracovie.
La gmina couvre une superficie de 32,19 km2 pour une population de 3 979 habitants.

## Géographie
La gmina borde les gminy de Bystra-Sidzina, Jabłonka, Jordanów et Raba Wyżna.